# Avtobusni promet v Vilni
Avtobusno omrežje Vilna upravlja avtobusne linije v glavnem mestu Litve Vilni. Ob delavnikih vozi do 420 avtobusov, ob vikendih 250.

## Zgodovina
Podjetje je nastalo 18. novembra 1946 in posedovalo 17 nemških in sovjetskih vojaških avtobusov. Leta 1964 je bilo v ulici Verkių zgrajeno novo parkirišče obstoječega avtobusnega parka. Leta 1995 je bilo podjetje registrirano kot družba z omejeno odgovornostjo Vilniaus autobusų parkas . Leta 2003 se je podjetje preimenovalo v Vilniaus autobusai.
Leta 2004 je bilo kupljenih 90 novih avtobusov Volvo 7700 in Volvo 7700A. Leta 2011 se je Vilniaus Autobusai pridružil trolejbusnemu podjetju Vilniaus Troleibusai in reorganiziral v Vilniaus viešasis transportas. V letih 2013 in 2014 je bilo kupljenih 19 avtobusov Solaris Urbino 12 III CNG, 18 MAN A21 Lion's City NL273 CNG in 20 avtobusov Castrosua City Versus CNG. Od leta 2014 do 2017 je bilo več avtobusnih linij dodeljenih zasebnim operaterjem Transrevis, Ridvija, ki je upravljala minibusne proge in Meteorit Turas.
V letu 2017 se je začelo posodobitve voznega parka, ki je trajalo do konca leta 2020. Veliko starih avtobusov je bilo razstavljenih, nekaj starejših avtobusov je bilo prebarvanih in kupljenih veliko novih:
- 15 avtobusov MAN A21 Lion's City NL273 in 15 avtobusov MAN A23 Lion's City GL NG313 (rabljeni iz Osla, ki so bili prvotno izdelani leta 2008);
- 100 avtobusov Solaris Urbino 12 IV;
- 50 avtobusov Solaris Urbino 18 IV;
- 50 avtobusov MAN A23 Lion's City G NG313 CNG;
- 10 avtobusov Anadolu Isuzu Novo Citi Life;
- 5 električnih avtobusov Karsan Jest.

Zasebna operaterja Ridvija in Meteorit Turas nista več opravljala nobenih linij, čeprav jih je Transrevis dobil še več in je svoje avtobuse zamenjal z novimi:
- 50 avtobusov Scania Citywide LFA;
- 70 avtobusov Anadolu Isuzu Citibus.

| enote | Model avtobusa                  | Vgrajeno | V uporabi od | Opombe                         |
| ----- | ------------------------------- | -------- | ------------ | ------------------------------ |
| 100   | Solaris Urbino 12 IV            | 2018     | 2018         |                                |
| 57    | Volvo 7700                      | 2004     | 2004         |                                |
| 50    | MAN A23 Lion's City G NG313 CNG | 2020     | 2020         |                                |
| 50    | Solaris Urbino 18 IV            | 2018     | 2018         |                                |
| 30    | Volvo 7700A                     | 2004     | 2004         |                                |
| 20    | Castrosua City proti CNG        | 2014     | 2014         |                                |
| 19    | Solaris Urbino 12 III CNG       | 2013     | 2013         |                                |
| 18    | MAN A21 Lion's City NL273 CNG   | 2013     | 2013         |                                |
| 15    | MAN A21 Lion's City NL273       | 2008     | 2017         | Rabljeni                       |
| 15    | MAN A23 Lion's City GL NG313    | 2008     | 2017         | Rabljeni                       |
| 10    | Anadolu Isuzu Novo Citi Life    | 2019     | 2019         |                                |
| 9     | Neoplan N4421/3 Centroliner     | 2000     | 2014         | Rabljeni                       |
| 8     | MAN A23 NG313                   | 2000     | 2015         | Rabljeni                       |
| 6     | Fiat Ducato Maxi ALTAS          | 2011     | 2011         |                                |
| 5     | Karsan Jest Electric            | 2019     | 2019         | Električni                     |
| 3     | Mercedes-Benz Sprinter NOGE     | 2006     | 2013         | Rabljeno, trenutno ne obratuje |
| 2     | Neoplan N4407 Centroliner       | 2000     | 2011         | Rabljeni                       |
| 1     | Hibrid Castrosua Tempus         | 2014     | 2014         | Trenutno ne deluje             |

| enote | Model avtobusa       | V uporabi od | Opombe |
| ----- | -------------------- | ------------ | --- |
| 2     | Citroen Jumper       | 2011         | Uporablja se za prevoz voznikov avtobusov, redko prevaža potnike                                          |
| 2     | VanHool A508         | 1988         | |
| 1     | Daewoo Lublin 3514   | 2000         | |
| 1     | DAF MB200 HORTEN     | 1985         | Uporablja se za vleko pokvarjenih vozil                                                                   |
| 1     | Mercedes-Benz O405N2 | 1995         | Avtobus ima nameščene trolejbusne konektorje, ki se uporabljajo za odstranjevanje snega z žic trolejbusov |
| 1     | Peugeot Boxer        | 2001         | Uporablja se za prevoz voznikov avtobusov, redko prevaža potnike                                          |
| 1     | Karosa B832.1662     | 1998         | Vadbeni avtobus                                                                                           |

| Model avtobusa                              | V uporabi od | Zadnja uporaba | Opombe                                                                           |
| ------------------------------------------- | ------------ | -------------- | -------------------------------------------------------------------------------- |
| Berkhof Jonckheer-G                         | 2000         | 2018           | Rabljeni, zdaj obratuje kot službeni avtobusi letališča Vilna.                   |
| Carrus K204 City L                          | 1997         | 2018           | Rabljeni                                                                         |
| Castrosua CS40                              | 1995         | 2020           | Rabljeni                                                                         |
| Mercedes-Benz 1117L Ernst Auwärter Clubstar | 1986         | 2020           | Rabljeni, predvsem službeni avtobusi, redko so prevažali potnike                 |
| Heuliez GX217 CNG                           | 1998         | 2015           | Rabljeni                                                                         |
| Heuliez GX417 CNG                           | 1999         | 2019           | Rabljeni                                                                         |
| Karosa B741                                 | 1995         | 2018           |                                                                                  |
| Karosa B841                                 | 1999         | 2018           | En avtobus (zadnji Karosa B841 na svetu) je bil prepeljan v muzej Karosa v Pragi |
| MAN A11 NG262                               | 1997         | 2020           | Rabljeni                                                                         |
| MAN A11 NG272                               | 1994         | 2018           | Rabljeni                                                                         |
| MAN A11 NG312                               | 1998         | 2020           | Rabljeni                                                                         |
| MAN A15 NL232 CNG                           | 1997         | 2014           | Rabljeni                                                                         |
| MAN A18 NG232 CNG                           | 1996         | 2017           | Rabljeni                                                                         |
| MAN A23 NG263                               | 2000         | 2019           | Rabljeni                                                                         |
| MAN A23 NG313 CNG                           | 1998         | 2019           | Rabljeni                                                                         |
| Mercedes-Benz O405                          | 1986         | 2019           | Rabljeni                                                                         |
| Mercedes-Benz O405G                         | 1990         | 2020           | Rabljeni                                                                         |
| Mercedes-Benz O405GN                        | 1993         | 2020           | Rabljeni                                                                         |
| Mercedes-Benz O405GN2                       | 1995         | 2016           | Rabljeni                                                                         |
| Mercedes-Benz O405GN2 CNG                   | 1995         | 2016           | Rabljeni                                                                         |
| Mercedes-Benz O405N2 CNG                    | 1998         | 2016           | Rabljeni                                                                         |
| Mercedes-Benz O405N2Ü CNG                   | 1996         | 2016           | Rabljeni                                                                         |
| Mercedes-Benz O520 Cito                     | 1999         | 2017           |                                                                                  |
| Mercedes-Benz O530 Citaro                   | 2003         | 2020           |                                                                                  |
| Neoplan N4021/3NF                           | 1994         | 2018           | Rabljeni                                                                         |
| Mercedes-Benz O405 Ramseier & Jenzer        | 1987         | 2018           | Rabljeni                                                                         |
| Säffle 5000                                 | 1996         | 2018           | Rabljeni                                                                         |
| Säffle System 2000                          | 1996         | 2018           | Rabljeni                                                                         |